# 愛之地
《愛之地》（英語：Expired，其他國家名為）是一部2022年的澳洲獨立科幻電影，由伊凡·森執導，主演是萊恩·昆坦、曉高·韋榮和Jillian Nguyen。
本片在2022年3月18日上映。本片於同一天在美國可以網上租看。

## 演員
- 萊恩·昆坦 飾 Jack
- 曉高·韋榮 飾 Dr. Bergman
- Jillian Nguyen 飾 April
- David Field 飾 Sam
- Matour Franck
- Tim Lo
- Andrew Ng

## 外部連結
- 互联网电影数据库（IMDb）上《愛之地》的资料（英文）
- 爛番茄上《愛之地》的資料（英文）